# Samurai Western
Samurai Western est un jeu vidéo d'action-aventure développé par Acquire et édité par Spike, sorti en 2005 sur PlayStation 2.

## Accueil
- Jeuxvideo.com : 12/20[1]